# Margaret Beckett
Pour les articles homonymes, voir Beckett.
Margaret Mary Beckett, née Margaret Mary Jackson le 15 janvier 1943 à Ashton-under-Lyne, est une femme politique britannique travailliste. 
Membre du Parlement britannique depuis 1974, elle a été dans le gouvernement Tony Blair secrétaire au Commerce et à l’Industrie (1997–1998), à l’Environnement (2001–2006), et aux Affaires étrangères (2006–2007). Elle a également été de 1992 à 1994 chef adjoint du Parti travailliste, et chef pendant quelques mois en 1994. Elle entre à la chambre des lords en 2024.

## Origines et formations
Elle fait ses études secondaires à Norwich et étudie à l'institut de science et de technologie de l'université de Manchester (UMIST).

## Carrière
Margaret Beckett entre à la Chambre des communes en 1974, élue dans la circonscription de Lincoln. Battue lors de la victoire conservatrice de 1979, elle est élue en 1983 dans la circonscription de Derby South, et réélue jusqu'à son départ en retraite en 2024.
En 1989, elle est chargée du Trésor dans le cabinet fantôme. De 1992 à 1994, elle est chef adjoint du Parti travailliste ; en 1994, elle devient chef du Parti à la mort de John Smith, mais démissionne afin qu’une élection soit organisée, et Tony Blair prend la tête du parti. Blair charge Beckett de la Santé (1994–1995), puis du Commerce et de l’Industrie (1995–1997) dans son cabinet fantôme.
Lorsque les travaillistes reviennent au pouvoir en 1997, elle devient secrétaire d'État au Commerce et à l’Industrie dans le gouvernement Tony Blair, mais quitte cette fonction un an plus tard pour devenir Leader de la Chambre des communes.
En juin 2001, elle devient secrétaire d'’État à l’Environnement, à l’Alimentation et aux Affaires rurales. 
Lors du remaniement gouvernemental du 5 mai 2006, elle succède à Jack Straw au poste de secrétaire d’État aux Affaires étrangères et du Commonwealth. C’est la première femme à occuper ce poste ; en 2006, elle est classée comme la vingt-neuvième femme la plus puissante au monde par le magazine Forbes. Malgré son désir de conserver les Affaires étrangères dans le gouvernement Gordon Brown, elle n'est pas reconduite le 28 juin 2007. Elle est ministre du Logement du 3 octobre 2008 au 5 juin 2009.
Elle est faite dame commandeur de l'ordre de l'Empire britannique dans la liste d'honneurs du Nouvel an 2013, pour services rendus à la politique et au bien public,. Elle est élevée au rang de dame grand-croix (GBR) dans la liste d'honneurs du Nouvel an 2024.
Elle est créée baronne Beckett et entre à la chambre des lords le 14 août 2024.

## Dans les médias
La revue satirique Private Eye la caricaturait régulièrement sous les traits du personnage de Rosa Klebb, colonel soviétique et « méchant » notoire dans la nouvelle et le film de la saga James Bond Bons baisers de Russie (1963).

## Résultats électoraux

### Chambres des communes
| Élection | Circonscription | Parti  | Parti        | Voix   | %      | Résultats |
| -------- | --------------- | ------ | ------------ | ------ | ------ | --------- |
| 02/1974  | Lincoln         |        | Travailliste | 13 487 | 32,5   | Battue    |
| 10/1974  | Lincoln         | 14 698 | Travailliste | 37,1   | Élue   |           |
| 1979     | Lincoln         | 17 175 | Travailliste | 40,0   | Battue |           |
| 1983     | Derby South     | 18 169 | Travailliste | 39,3   | Élue   |           |
| 1987     | Derby South     | 21 003 | Travailliste | 43,7   | Élue   |           |
| 1992     | Derby South     | 25 917 | Travailliste | 51,7   | Élue   |           |
| 1997     | Derby South     | 29 154 | Travailliste | 56,3   | Élue   |           |
| 2001     | Derby South     | 24 310 | Travailliste | 56,4   | Élue   |           |
| 2005     | Derby South     | 19 683 | Travailliste | 45,4   | Élue   |           |
| 2010     | Derby South     | 17 851 | Travailliste | 43,3   | Élue   |           |
| 2015     | Derby South     | 20 007 | Travailliste | 49,0   | Élue   |           |
| 2017     | Derby South     | 26 430 | Travailliste | 58,3   | Élue   |           |
| 2019     | Derby South     | 21 690 | Travailliste | 51,1   | Élue   |           |